# Jeanne Calment
Jeanne Louise Calment (n. 21 februarie 1875, Arles, Provence-Alpes-Côte d'Azur, Franța – d. 4 august 1997, Arles, Provence-Alpes-Côte d'Azur, Franța) a fost o femeie din Franța. A fost persoana cea mai longevivă din lume, conform actelor de naștere autentice, trăind 122 de ani și 164 de zile. A trăit întreaga sa viață la Arles, Franța, supraviețuind fiicei și nepotului ei cu câteva decenii. Durata vieții ei a fost complet documentată prin studiu științific.

## Biografie
Calment s-a născut la Arles la 21 februarie 1875. Tatăl ei,  Nicolas Calment (28 ianuarie 1838 – 22 ianuarie 1931), a fost constructor de nave, iar mama, Marguerite Gilles (20 februarie 1838 – 18 septembrie 1924), provenea dintr-o familie de morari. Jeanne a avut un frate mai mare, François, (25 aprilie 1865 – 1 decembrie 1962). Unii membrii apropiați ai familiei au trăit de asemenea peste medie: fratele ei a trăit 97 de ani, tatăl ei a murit cu 6 zile înainte să împlinească 93 de ani, și mama ei a trăit 86 de ani. 
Potrivit lui Calment, ea l-a întâlnit pe Vincent van Gogh când el a intrat în magazinul unchiului ei ca să cumpere pânză. L-a găsit "murdar, prost îmbrăcat și dezagreabil".
În 1896, la vârsta de 21 de ani, ea s-a căsătorit cu vărul ei de gradul al doilea, Fernand Nicolas Calment, un proprietar bogat de magazin. Bunicii lor paterni erau frați, deci aveau același nume, și bunicile paterne erau de asemenea surori. Averea lui a făcut posibil ca Jeanne să nu trebuiască să lucreze; în schimb ea a avut un stil de viață prin care și-a urmat hobbi-urile: tenis, ciclism, înot, role, pian și operă. Fernand a murit în 1942 la vârsta de 73 de ani după ce a suferit de o criza de intoxicație alimentară.
Singurul lor copil, o fiică pe nume Yvonne Marie Nicolle Calment (20 ianuarie 1898 – 19 ianuarie 1934), a avut la rândul ei un fiu, Frédéric Billiot. Yvonne a murit de pneumonie, cu o zi înainte să împlinească 36 de ani. Jeanne l-a crescut pe nepotul ei, Frédéric, care avea 8 ani. Frédéric a devenit doctor și a murit la 36 de ani într-un accident de mașină în 1963.
În 1965, la vârsta de 90 și fără moștenitori, Calment a semnat un acord de a-și vinde apartamentul avocatului ei André-François Raffray, printr-un contract pe viață. Raffray, pe atunci în vârstă de 47 de ani, a fost de acord să-i plătească lunar 2.500 de franci până la moartea ei. Raffray a sfârșit prin a plăti lui Calment echivalentul a mai mult de 180.000 de $, care a fost mai mult decât dublu valorii apartamentului. După ce Raffray a murit de cancer la vârsta de 77 de ani, în 1995, văduva lui a continuat să-i plătească Jeannei Calment rata până la moartea acesteia. În toți acești ani, Calment obișnuia să spună că ea "a concurat cu Matusalem".
Un film documentar despre viața ei, intitulat Beyond 120 Years with Jeanne Calment, a fost lansat în 1995. La 21 februarie 1997, la sărbătorirea a 122 de ani, s-a anunțat că n-o să mai aibă apariții publice, sănătatea ei deteriorându-se grav. A murit la 4 august în același an din cauze necunoscute.
Atât înainte cât și după moartea lui Calment, au existat mai multe pretenții că ar fi depășit vârsta ei însă nici unul dintre ei nu au putut dovedi și, prin urmare, Calment continuă să dețină recordul pentru cea mai în vârstă persoană care a trăit vreodată.